# São Sebastião do Anta
São Sebastião do Anta é um município brasileiro do estado de Minas Gerais. De acordo o censo realizado em 2022 sua população era de 6 194 habitantes.
O município foi emancipado no dia 21 de dezembro de 1995, com publicação oficial no Diário da União. A primeira eleição municipal aconteceu no dia em 3 de outubro de 1996, e sendo eleitos Francisco José de Freitas e Juscelino de Assis Ribeiro.
São Sebastião do Anta é um município conhecido por produzir muito café, e de boa qualidade, na zona rural da cidade há centenas de pequenas fazendas que trabalham no beneficiamento do café.

## História

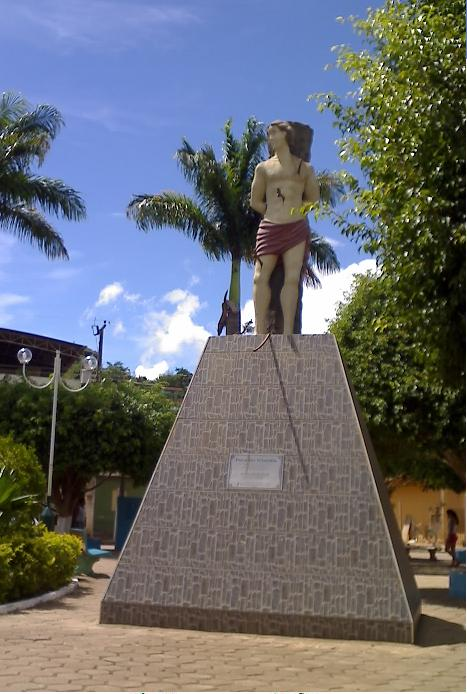
Estátua de São Sebastião na Praça João Barbosa Neto.

### Revolução de 1930
No início do século XX, a região era de difícil acesso, sendo por muitas vezes chamada de Sertão do Rio Doce, portanto, carente de infraestrutura. Essa situação seria alterada, ainda que temporariamente, pela chegada de um habitante do Rio de Janeiro, Joaquim Cândido da Silva, ao hoje município vizinho, Imbé de Minas. Joaquim Cândido ascendeu na região, conquistando grande capital econômico e político, se tornando também uma figura importante para o desenvolvimento de Santana do Imbé, o que incomodou importantes lideranças políticas regionais. Em outubro de 1930,  no calor da revolução que levou Getúlio Vargas ao poder, foram brutalmente executados em praça pública, o fazendeiro Joaquim Cândido da Silva e quatro de seus amigos.
A revolução chegaria à São Sebastião do Anta, mirando as terras do, então recentemente falecido, Cel. João Barbosa dos Santos Júnior. A viúva do coronel, Maria Ferreira, chegou a ficar sitiada em sua fazenda, contudo, lideraria contrarrevolução, colocando uma espingarda em cada janela de sua casa e blefando que havia homens no sobrado, o que fez com que as tropas inimigas optassem por avançar para o bosque que havia perto da fazenda, encontrando lá João Barbosa Neto, acompanhado por coronéis e jagunços aliados de de seu pai que esperavam pelos revolucionários em uma emboscada. Para acalmar os ânimos e provar que não era opositora ao regime recém instaurado, Maria Ferreira tratou o casamento de sua neta Rita Barbosa dos Santos com um filho de Ana Lélis Drummond, prima de Carlos Drummond de Andrade. Na época o famoso poeta itabirano mal tinha publicado sua primeira obra, mas era um influente político, íntimo colaborador de Gustavo Capanema, Drummond foi o oficial-de-gabinete na Secretaria do Interior e Justiça de Minas Gerais -de onde foi liderada a Revolução de 1930- secretário particular quando Capanema exerceu a interventoria do estado em 1933 e chefe de gabinete de 1934 a 1945, durante sua gestão no Ministério da Educação e Saúde. 

### Emancipação e Dias Atuais
São Sebastião do Anta foi elevada à condição de município a partir da Lei Estadual nº 12.030, de 21 de dezembro de 1995.
Em 3 de outubro de 1996, aconteceu a primeira eleição do município de São Sebastião do Anta e em 1 de janeiro de 1997, tomaram posse o primeiro prefeito Francisco José de Freitas com seu vice-prefeito Juscelino de Assis Ribeiro (PFL).
Em 2000, houve a segunda eleição municipal em São Sebastião do Anta. Os candidatos eram Jésus Vinha e vice Zito (PMDB); Jairo Soares e vice João Dornelas (PFL); e Batista do PT. Os candidatos do PFL ganharam e assumiram a cidade até 2004. A terceira eleição os candidatos a prefeito eram Jairo Soares e João Dornelas novamente pelo PFL e Jésus Vinha e vice Batista coligação PMDB-PT. Desta vez Jésus Vinha leva a melhor e vence. Jésus Vinha ficou no cargo até 15 de maio de 2005 quando veio a falecer em pleno mandato. O vice Batista se torna prefeito e comanda a cidade ate janeiro de 2009. A quarta eleição teve o candidato João do Jésus, filho do ex-prefeito falecido, Jésus Vinha, e como seu vice João Dornelas, na coligação entre os dois principais partidos da cidade PMDB-PFL (Democratas); e Sebastião Orozimbo e seu vice Carlinhos da coligação (PSDB-PT). Desta vez, João do Jésus ganha e assume o principal cargo da cidade até 2012.

## Geografia
Para se chegar a São Sebastião do Anta é preciso pegar a rodovia MG-258 partindo de Inhapim, passar por São Domingos das Dores e seguir até o km 23.

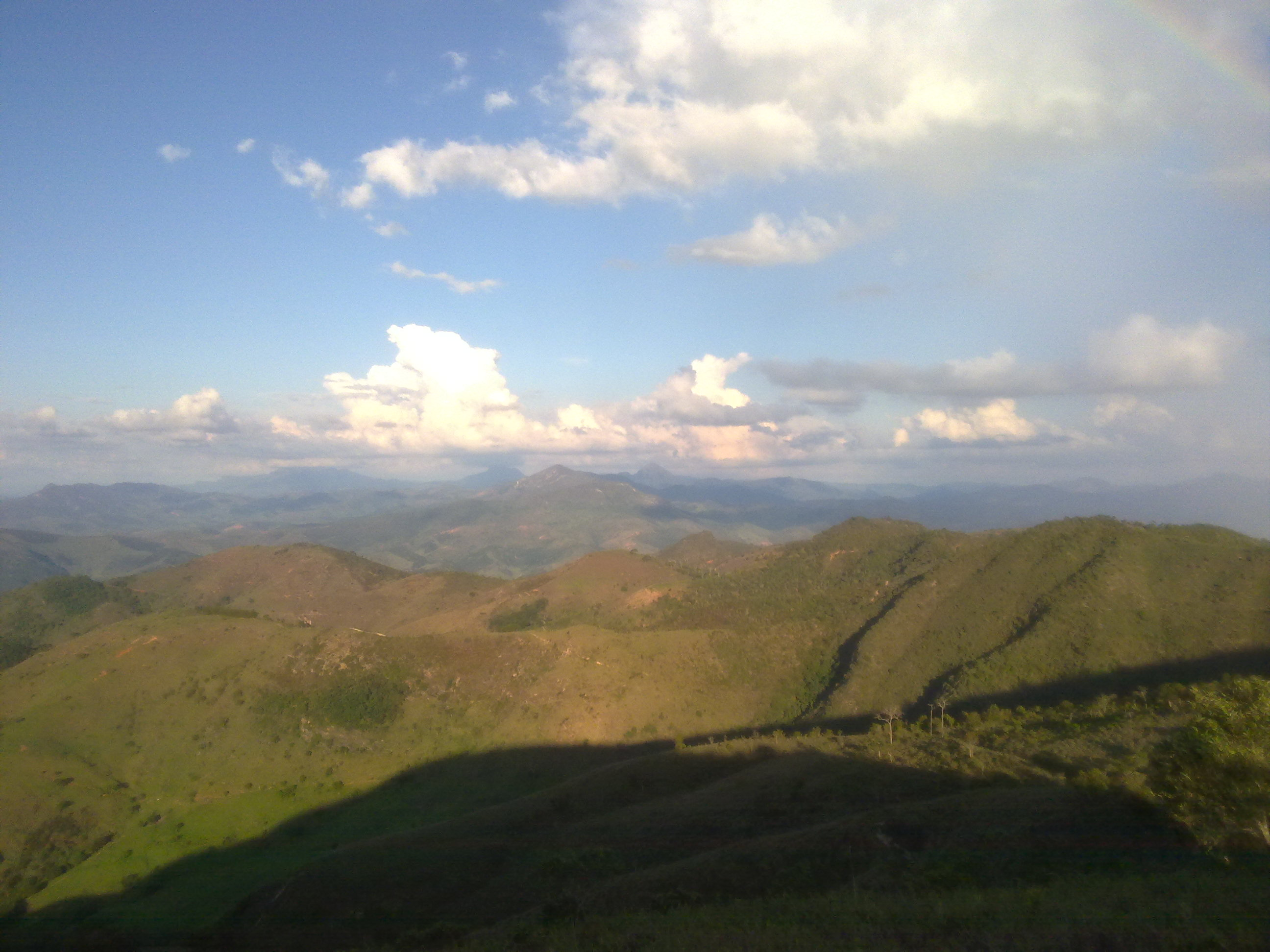
Vista do ponto mais alto de São Sebastião do Anta.

Confronta ao sul com o Município de Imbé de Minas, ao leste com a cidade de São Domingos das Dores, leste e norte com o município de Inhapim, apresenta sete córregos principais: Córrego do Parado, Córrego do Emboque, Córrego do Anta, Córrego das Águas Claras, Córrego Boa Esperança, Córregos dos Felipes e Rio Preto, numa área de aproximadamente 80,4 km². O relevo caracteriza-se por uma sucessão de morros,colinas,serras, sendo 20% montanhoso e 20% ondulado e 10% baixada apresentando uma altitude em relação ao oceano atlântico, de 800 a 900m.
A vegetação é formada principalmente por florestas estacional semi-descida de planície de encosta típica do Vale do Rio Doce. O clima é mesotérmico, quase megatérmico do tipo tropical e sub-tropical e sub-úmido; e frio, o que se explica devido a altitude, mesmo no verão durante a noite, principalmente na época de chuvas, há uma queda brusca de temperatura, divergindo assim dos locais vizinhos.

### Rodovias
- LMG-823 (25 km até a BR-116)[11]

## Economia e Progresso
A economia do município de São Sebastião do Anta e de sua grande maioria a agricultura, principalmente café, que é produto de exportação, e considerando de ótima qualidade. O município de São Sebastião do Anta faz parte da "Cafá das Matas de Minas, considerado o melhor do Brasil.
No ano de 1950, o povo conhece o primeiro meio de comunicação, um radio a pilha do Sr. Duca. Por volta dos anos 1958-1959, surge o primeiro grupo escolar com o nome "Escola Municipal João Barbosa", na praça João Barbosa Neto, a homenagem original se deu pelo fato do Coronel João Barbosa dos Santos ter feito bem feitorias e conseguido verbas para a escola, tempos depois a instituição se tornou Escola Estadual Professor Ilídio Alves de Carvalho (antigo rival de João Barbosa dos Santos), com sede própria em terras doadas peço Sr José Florêncio de Souza 
Em 1964, o pequeno povoado se torna distrito e recebe o Cartório de Paz e Notas, cujo escrivão era Sr, Ilidio Alves de Carvalho Filho; nessa época , tínhamos luz de usina fornecida pelo Sr João Antonio da Silveira, que também foi o primeiro juiz de Paz do distrito.